# Kinom
W biologii molekularnej, kinom  organizmu to zestaw (genów dla) kinaz białkowych w jego genomie. Kinazy białkowe są grupą enzymów katalizujących reakcje fosforylacji reszt aminokwasowych białek. Kinazy dzielą się na podgrupy i rodziny, np. w zależności od substratu, którym może być reszta serynowa (kinazy serynowe), reszta treoninowa (kinazy treoninowe) lub obie reszty aminokwasowe (kinazy serynowo-treoninowe, np. należące do rodzin MAP2K i GSK). Termin "kinom" został użyty po raz pierwszy w 2002 roku przez Gerarda Manninga i wsp. w dwóch pracach opisujących 518 ludzkich kinaz białkowych i przebieg ewolucji kinaz białkowych u eukariontów. Opisano również kinom ryżu, różnych grzybów, nicieni, owadów, jeżowców i śluzowca Dictyostelium.
Ponieważ kinazy są istotnym celem projektowanych leków jako enzymy kontrolujące funkcje komórki, kinom jest badany na dużą skalę metodami genomiki funkcjonalnej, z udziałem RNAi i pod kątem działań niektórych leków, zwłaszcza chemioterapeutyków stosowanych w leczeniu nowotworów.
U zwierząt kinom zawiera tylko kinazy fosforylujące wyłącznie reszty tyrozynowe (kinazy tyrozynowe), kinazy działające na reszty serynowe lub treoninowe, i kilka klas (takich jak GSK3 i MAP2K) kinaz serynowo-treoninowych.